# Echinocythereis scabra
Echinocythereis scabra is een mosselkreeftjessoort uit de familie van de Trachyleberididae. De wetenschappelijke naam van de soort is voor het eerst geldig gepubliceerd in 1830 door Muenster.